# Ruta Provincial 75 (Buenos Aires)
La Ruta Provincial 75 es una carretera pavimentada de 188 km de extensión ubicada en el sur de la provincia de Buenos Aires, Argentina.

## Localidades
- Partido de Necochea: Energía,
- Partido de San Cayetano: San Cayetano,
- Partido de Adolfo Gonzales Chaves: Adolfo Gonzales Chaves, De La Garma, Juan Eulogio Barra
- Partido de Laprida: Laprida.